# Stade Pierre-Mauroy
 Stade Pierre-Mauroy višešportsko je igralište u francuskom gradu Villeneuve d'Ascq u blizini Lillea. Gradio se od 2009. do 2012., kada je 17. kolovoza kolovoza svečano otvoren. Za svoje domaće susrete koristi na nogometni klub Lille O.S.C., sudionik Ligue 1, prve francuske nogometne lige. Od 21. lipnja 2013. nosi današnje ime prema francuskom predsjedniku vlade i gradonačelniku Lillea, koji je umro nedugo nakon što je stadion izgrađen.
Na stadionu je održana završnica (finale) Europskog prenstva u košarci 2015. u kojem je Španjolska košarkaška reprezentacija s 80:63 pobijedila Litvu i osvojila svoj treći naslov europskog prvaka.
Barbadoška pjevačica Rihanna je nastupila na stadionu 20. srpnja 2013. u sklopu svoje pete pjevačke svjetske turneje Diamonds World Tour.

## Utakmice

### Europsko prvenstvo u nogometu 2016.
| Nadnevak         | Vrijeme (CET) | Momčad #1                          | Ishod | Momčad #2                  | Stupanj natjecanja    | Posjećenost |
| ---------------- | ------------- | ---------------------------------- | ----- | -------------------------- | --------------------- | ----------- |
| 12. lipnja 2016. | 21:00         | Njemačka                           | 2-0   | Ukrajina                   | Skupina C             | 43.035      |
| 15. lipnja 2016. | 15:00         | Rusija                             | 1-2   | Švedska                    | Skupina B             | 38.989      |
| 19. lipnja 2016. | 21:00         | Švicarska                          | v     | Francuska                  | Skupina A             |             |
| 22. lipnja 2016. | 21:00         | Italija                            | v     | Irska                      | Skupina E             |             |
| 26. lipnja 2016. | 18:00         | Pobjednik skupine C                | v     | 3. mjesto iz skupina A/B/F | šesnaestina završnice |             |
| 1. srpnja 2016.  | 21:00         | Winner Match Pobjednik utakmice 38 | v     | Pobjednik utakmice 42      | četvrtzavršnica       |             |

## Vanjske poveznice
- Popis nogometnih stadiona i prvih europskih liga (engl.)
- Unutrašnja dvorana stadiona  Arhivirana inačica izvorne stranice od 13. studenoga 2008. (Wayback Machine)